# Ultraman (DC Comics)
Ultraman è un personaggio dei fumetti statunitensi creato da Gardner Fox (testi) e Mike Sekowsky (disegni), pubblicato dalla DC Comics. La sua prima apparizione avviene in Justice League of America (Vol. 1) n. 29 (agosto 1964).
Controparte malvagia di Superman proveniente da Terra 3, Ultraman è generalmente raffigurato come uno spietato conquistatore dedito alla distruzione e leader del Sindacato del Crimine nonché dotato di poteri identici, o talvolta perfino maggiori, di quelli della sua controparte, ma alimentati dalle radiazioni della kryptonite anziché dai raggi solari.

## Storia editoriale
La prima apparizione del personaggio avviene sul n. 29 del primo volume di Justice League of America, datato agosto 1964, in una storia scritta da Gardner Fox e disegnata da Mike Sekowsky, cavalcando l'intento della DC Comics di espandere il proprio multiverso dopo aver stabilito l'esistenza di Terra-Uno (abitata dagli eroi Silver Age) e Terra-Due (abitata dagli eroi Golden Age) attraverso la creazione di vari nuovi universi tematici, il primo dei quali è stato Terra 3, abitata da controparti malvagie degli eroi DC e controparti eroiche dei cattivi. A seguito di Crisi sulle Terre infinite Ultraman viene eliminato e ha successivamente alcune apparizioni minori in Animal Man, Crisi infinita e Convergence, mentre Grant Morrison lo utilizza come uno dei personaggi principali della graphic novel JLA: Terra 2.
Dopo il rilancio di tutte le testate DC The New 52, il personaggio è stato reintrodotto nella continuity assieme ad una nuova iterazione di Terra 3, dopodiché, con la riscrittura del multiverso di Dark Nights: Death Metal, viene creata un'ulteriore nuova versione sia di Ultraman che del suo mondo d'origine.

## Biografia del personaggio

### Pre-Crisi
Nato a Kryptonopolis, nel continente di Lurvan, sul pianeta Krypton di Terra 3, dal signore del crimine condannato alla Zona Fantasma Jur-Li, viene mandato sulla Terra poco dopo la nascita per motivi ignoti e, nonostante il suo pianeta d'origine non sia esploso, rendendo poco chiaro da dove provenisse la kryptonite, una volta giunto sulla Terra vi entra in contatto ottenendo nuovi poteri ad ogni nuova esposizione ma venendo, per contro, indebolito se esposto troppo a lungo ai raggi solari. Una volta divenuto adulto e ribattezzatosi Ultraman, fonda l'organizzazione criminale nota come Sindacato del Crimine d'America, divenendone il leader e dedicando il resto della sua vita a conquista e distruzione. Dopo aver ottenuto, in una delle sue periodiche esposizioni alla kryptonite, l'abilità di vedere attraverso le barriere interdimensionali, Ultraman mette il Sindacato del Crimine al corrente dell'esistenza delle terre alternative appena avvistate motivo per il quale, decisi a sottometterle, vi si recano affrontando le forze congiunte della Justice League di Terra-Uno e della Justice Society di Terra-Due, finendo tuttavia sconfitti e imprigionati in una bolla extradimensionale dalla Lanterna Verde di Terra-Uno.
Tempo dopo, riuscito a fuggire, Ultraman si allea con Lex Luthor di Terra-Uno e Alexei Luthor di Terra-Due in un infruttuoso tentativo di eliminare i rispettivi Superman, che tuttavia vengono coadiuvati dall'eroico Alexander Luthor di Terra 3. In seguito, Ultraman e il resto del Sindacato del Crimine si uniscono al viaggiatore del tempo Per Degaton nel tentativo di conquistare Terra-Due derubandola dei suoi missili nucleari, venendo tuttavia nuovamente fermati. Nel corso di Crisi sulle Terre infinite Ultraman, sconvolto dal fatto che i suoi poteri fossero inutili contro la nube di antimateria di Anti-Monitor, decide di volare dritto verso di essa per "combattere fino allafine" venendo disintegrato.
Un duplicato dell'Ultraman Pre-Crisi è poi stato materializzato dallo Psico-Pirata, unico a ricordare gli eventi della Crisi, ed affronta una versione più malvagia di sé per poi scoprire, grazie ad Animal Man, di essere il personaggio dei fumetti e sparire nuovamente dalla realtà. Durante Crisi infinita Alexander Luthor, Jr., nel tentativo di creare l'essere perfetto sul modello del suo defunto padre, il grande supereroe di Terra 3 Alexander Luthor, Sr., utilizza una copia di Ultraman e altre sue varianti.
Una terza replica di Ultraman viene salvato dalla cancellazione del multiverso da Saturn Queen e riprogrammato come suo servitore per poi essere messo alla guida di un culto nella città di Kandor finché non viene sconfitto da Supergirl e Power Girl.

### Post-Crisi
La prima versione di Ultraman introdotta dopo la riscrittura dell'Universo DC è quella di JLA: Terra 2 dove, il Luogotenente Clark Kent, amatissimo astronauta terrestre, viene ricostruito da una razza aliena sconosciuta (presumibilmente kryptoniani) dopo l'esplosione del suo space shuttle nel corso di una missione, tale operazione volta a salvargli la vita finisce tuttavia per alterarne drasticamente corpo e mente fornendogli poteri simili a quelli di Superman ma deformandogli inesorabilmente la psiche. Tornato sulla Terra e ribattezzatosi Ultraman, la sottomette assieme al Sindacato del Crimine d'Amerika, venendo ostacolato da Alexander Luthor, che si reca nell'universo primario per contattare la Justice League spiegando che i poteri del supercriminale funzionano solo finché resta in prossimità di una sostanza nota come "anti-kryptonite", innocua per Superman quanto la kryptonite lo è per Ultraman; lo scontro tra i supereroi dell'universo primario e il Sindacato del Crimine tuttavia risulta inconcludente e, dopo che ciascuno fa ritorno al suo universo originale, Luthor decide perciò di cercare alleati su Terra 3 per affrontare il Sindacato.
L'Utraman anti-materia è sposato con la sua compagna del Sindacato del Crimine Superwoman, che nella sua identità civile usa l'alias "Lois Lane", e hanno un figlio, nonostante la donna abbia una relazione extraconiugale con Owlman, che Ultraman è reticente a uccidere poiché questi lo ricatta con alcune foto compromettenti.
Dopo che la loro realtà viene parzialmente distrutta da alcuni armaioli di Qward, il Sindacato rapisce vari individui da tutti i 52 universi conosciuti per ripararla, finendo per scontrarsi con Superman venendo sconfitti e banditi nel vuoto interdimensionale. In seguito si unisce a varie altre versioni di Superman per affrontare Mandrakk, il Monitor oscuro, nel Limbo, finendo tuttavia per essere trasformato in un vampiro al servizio della creatura e venire perciò ucciso dalle sue altre controparti.

### 52
Nel corso degli eventi di Crisi infinita il multiverso viene riscritto e la nuova versione di Terra 3 abitata da un gruppo chiamato Società del crimine d'America i cui membri, Ultraman incluso, vengono poi rivelati essere agenti dell'Armata della Monarchia Multiversale e quindi dati per morti assieme a Monarch con gli eventi di Crisi finale, sebbene in seguito Ultraman venga trasportato sulla Terra primaria da Sir Mixyezpitelik (versione d'atimateria di Mr. Mxyzptlk), alimentato dalla stessa kryptonite che indebolisce Superman, affinché assista quest'ultimo nello scongiurare la minaccia costituita da Megistus all'universo di antimateria.

### New 52
In seguito agli eventi di Flashpoint l'Universo DC viene completamente riscritto e rilanciato. Nella realtà narrativa della nuova Terra 3 Kal-II, figlio di Jor-II e Lara, viene mandato sulla Terra da Krypton per conquistarla e divenire sufficientemente potente da vendicarsi dell'essere che ha distrutto il suo pianeta, motivo per il quale costringe una coppia di tossicodipendenti, Johnny e Martha Kent, a fingersi i suoi genitori per mascherarsi nella società, salvo poi assassinarli una volta adulto, fondare il Sindacato del Crimine e conquistare il mondo. Ultraman è violento, megalomane, omicida, elitario e si considera Darwinista poiché considera la forza e l'egoismo virtù da preservare mentre la debolezza e l'altruismo mali da eradicare; dopo che Terra 3 viene devastata dalla stessa creatura responsabile della distruzione di Krypton, Ultraman guida il Sindacato del Crimine su Terra Prime per conquistarla. Dotato di poteri alimentati dalla kryptonite ma indebolito dall'esposizione prolungata ai raggi solari, Ultraman sposta la Luna per eclissare il sole e proteggersi dai suoi raggi, venendo tuttavia sconfitto dall'eroe di Terra 3 Alexander Luthor dopo che questi ruba i poteri di Deathstorm e definitivamente arrestato dopo che Black Adam e Sinestro riportano la Luna nella sua posizione originale privandolo dei suoi poteri.
Nel corso della successiva invasione di Darkseid, Ultraman viene ucciso dall'Anti-Monitor salvo poi essere riportato in vita con la riscrittura della realtà di Rinascita assieme all'intera Terra 3, dove Kal-II è stato cresciuto in modo abusante e manipolatorio dai Kent dopo che lo hanno trovato da neonato ed ostracizzato dai coetanei a causa dei suoi poteri, motivo per il quale  sviluppa una profonda sociopatia e, una volta scoperte le sue origini da adolescente, si rivela al mondo il 22 novembre 1963, assassinando John F. Kennedy per poi governare Metropolis e l'intero Pianeta in quanto unico metaumano di Terra 3 per svariati decenni finché, a seguito dell'invasione di Starro, svariati altri metaumani escono allo scoperto e vengono riuniti da Lex Luthor nella Legione della Giustizia, portando per contro supercriminali quali Owlman e Superwoman ad approcciare Ultraman per fondare il Sindacato del Crimide d'America, nominandolo loro leader, posizione che quest'ultimo accetta prendendo inoltre Superwoman come amante nella speraza di concepire un erede. Tempo dopo la Legion of Justice, coadiuvata da Ultragirl, cugina di Ultraman, attacca il Sindacato venendo decimata e finendo per sottomettersi a loro dopo che Atomica uccide Ultragirl, per poi indire una conferenza stampa con cui ordinare l'obbedienza ad ogni metaumano del Pianeta. Ultraman viene successivamente sconfitto assieme all'intero Sindacato del Crimine dopo essere entrato in conflitto con la Suicide Squad di Amanda Waller, che in seguito assembla i membri superstiti del gruppo in una nuova versione della Justice League.

## Poteri e abilità
Nella maggior parte delle versioni Ultraman possiede gli stessi poteri di Superman, sebbene in quanto sua controparte di un'altra dimensione la fonte dei suoi poteri sia in genere l'esatto opposto dell'Uomo d'Acciaio, essendo indebolito dalla luce di un sole giallo e potenziato dalla kryptonite. Inoltre nella Silver Age Ultraman otteneva nuovi poteri ogni singola volta che entrava a contatto con la kryptonite essendo perciò dotato di molti più superpoteri rispetto al suo doppelgänger buono, sebbene li perda progressivamente qualora non si esponga in modo periodico alle suddette radiazioni. La versione del personaggio mostrata in The New 52 inoltre, non condivide la vulnerabilità di Superman nei confronti della magia.
Nel corso di un combattimento tuttavia, Superman ha sottolineato come Ultraman si affidi solo alla forza bruta e, al di fuori di essa, non abbia vere capacità di combattimento corpo a corpo poiché tendendo ad uccidere tutti i suoi nemici non ha modo di combattere abbastanza spesso da poter avere una vera e propria esperienza di battaglia.

## Altre versioni

### Ultraman Anti-Materiale di Qward
Una versione alternativa di Ultraman dotato di occhi superpotenziati viene visto in una fotografia su Qward, la controparte Anti-Materiale di Oa.

### Terra-43
Una versione alternativa vampirica di Ultraman proveniente da Terra-43 compare come membro della Blood League.

### Vendicatori/JLA
Ultraman e il Sindacato del Crimine d'America compaiono brevemente in Vendicatori/JLA, dove tuttavia vengono subito uccisi da Krona.

## Altri media

### Cinema
- Ultraman, doppiato da Brian Bloom con la voce italiana di Riccardo Lombardo, è uno dei principali antagonisti del film d'animazione DCUAOM Justice League - La crisi dei due mondi, dove è il leader del Sindacato del Crimine e la sua sola vulnerabilità è la kryptonite blu.[47]
- Il personaggio compare inoltre nel film animato Justice League - Crisi sulle Terre infinite, doppiato da Matt Lanter.[48][47]
- Nel franchise del DC Universe (DCU) Ultraman, interpretato da David Corenswet,[49] compare in Superman (2025), dove è un clone di Superman creato da Lex Luthor e dotato di maggior forza fisica ma scarsa intelligenza, tanto da dipendere dalle istruzioni della squadra di supporto della LuthorCorp per affrontare Superman. Dopo essere stato sconfitto dal protagonista con l'aiuto di Krypto, viene risucchiato nell'universo tasca di Luthor.

### Televisione
- Ultraman, doppiato da Danny Dark, è comparso in un episodio della serie animata I Superamici.
- Nella decima stagione della serie televisiva Smallville, Ultraman è l'identità segreta di Clark Luthor, doppelgänger di Clark Kent a sua volta interpretato da Tom Welling con la voce italiana di Marco Vivio. Tale versione è nativa di Terra-Due, una dimensione parallela in cui la navicella di Kal-El è stata scoperta da Lionel Luthor, che lo ha cresciuto come un figlio rendendolo un sadico omicida, inoltre ha esattamente gli stessi poteri e vulnerabilità di un comune kryptoniano e una cicatrice a forma di "L" sul braccio destro lasciatagli dal fratello adottivo Lex.

### Videogiochi
- Ultraman è un boss di fine livello nel videogioco DC Universe Online come parte del DLC di "Terra 3".
- In LEGO DC Super-Villains Ultraman è un personaggio giocabile, doppiato da Nolan North[50] e con la fittizia identità civile di Kent Clarkson.